# Exabyte
El prefijo exa-, adoptado en 1991, procede del griego έξι , que significa «seis» (como hexa-), pues equivale a 10006
1 EB = 103 PB = 106 TB = 109 GB = 1012 MB = 1015 KB = 1018 bytes.
1000 exabytes equivalen a un zetabyte.

## Ejemplos
- El tráfico anual de Internet en 2007 se estimaba entre 5 y 9 exabytes.[1]
- El tráfico anual en 2015 se estima en 2021 exabytes.[2]
- El tamaño de Internet en 2009 (entendido como almacenamiento digital global) se estimaba en cerca de 500 exabytes.[3]
- En 2015 se estimó que para 2025 Twitter requerirá entre 0,001 a 0,017 EB de espacio de almacenamiento, mientras que YouTube requerirá entre 1 y 2 EB por año. En cuanto a las ciencias, la astronomía requerirá a nivel mundial 1 EB de almacenamiento por año, y la genómica entre 2-40 EB por año.[4]